# Kaishū Sano
Kaishū Sano (佐野 海舟?, Sano Kaishū; Tsuyama, 30 dicembre 2000) è un calciatore giapponese, centrocampista del Magonza e della nazionale giapponese.

## Biografia
È il fratello maggiore di Kōdai Sano, anch'egli calciatore professionista.

## Carriera

### Club
Ha giocato nella prima divisione giapponese.

### Nazionale
Nel novembre 2023 viene per la prima volta convocato in nazionale maggiore dal CT Hajime Moriyasu per le partite contro Birmania e Siria valide per la qualificazione al campionato mondiale di calcio 2026, in sostituzione all'infortunato Atsuki Itō.
Il 1º gennaio 2024 viene convocato per la Coppa d'Asia 2023, manifestazione in cui scende in campo in due occasioni, nelle vittorie per 4-2 contro il Vietnam e per 3-1 contro l'Indonesia, in entrambe le partite è entrato in campo dalla panchina.
Dopo oltre un anno di assenza, viene convocato nuovamente in nazionale maggiore da Hajime Moriyasu nel maggio 2025, in vista delle gare di qualificazione al campionato del mondo 2026 contro Australia e Indonesia.

## Statistiche

### Cronologia presenze e reti in nazionale
| Cronologia completa delle presenze e delle reti in nazionale ― Giappone | Cronologia completa delle presenze e delle reti in nazionale ― Giappone | Cronologia completa delle presenze e delle reti in nazionale ― Giappone | Cronologia completa delle presenze e delle reti in nazionale ― Giappone | Cronologia completa delle presenze e delle reti in nazionale ― Giappone | Cronologia completa delle presenze e delle reti in nazionale ― Giappone | Cronologia completa delle presenze e delle reti in nazionale ― Giappone | Cronologia completa delle presenze e delle reti in nazionale ― Giappone |
| Data                                                                    | Città                                                                   | In casa                                                                 | Risultato                                                               | Ospiti                                                                  | Competizione                                                            | Reti                                                                    | Note                                                                    |
| ----------------------------------------------------------------------- | ----------------------------------------------------------------------- | ----------------------------------------------------------------------- | ----------------------------------------------------------------------- | ----------------------------------------------------------------------- | ----------------------------------------------------------------------- | ----------------------------------------------------------------------- | ----------------------------------------------------------------------- |
| 16-11-2023                                                              | Suita                                                                   | Giappone                                                                | 5 – 0                                                                   | Birmania                                                                | Qual. Mondiali 2026                                                     | -                                                                       | 46’                                                                     |
| 1-1-2024                                                                | Tokyo                                                                   | Giappone                                                                | 5 – 0                                                                   | Thailandia                                                              | Amichevole                                                              | -                                                                       |                                                                         |
| 14-1-2024                                                               | Doha                                                                    | Giappone                                                                | 4 – 2                                                                   | Vietnam                                                                 | Coppa d'Asia 2023 - 1º turno                                            | -                                                                       | 77’                                                                     |
| 24-1-2024                                                               | Doha                                                                    | Giappone                                                                | 3 – 1                                                                   | Indonesia                                                               | Coppa d'Asia 2023 - 1º turno                                            | -                                                                       | 82’                                                                     |
| 5-6-2025                                                                | Perth                                                                   | Australia                                                               | 1 – 0                                                                   | Giappone                                                                | Qual. Mondiali 2026                                                     | -                                                                       | 64’                                                                     |
| 10-6-2025                                                               | Suita                                                                   | Giappone                                                                | 6 – 0                                                                   | Indonesia                                                               | Qual. Mondiali 2026                                                     | -                                                                       |                                                                         |
| Totale                                                                  |                                                                         | Presenze                                                                | 6                                                                       |                                                                         | Reti                                                                    | 0                                                                       |                                                                         |

## Controversie
Il 17 luglio 2024 è stato arrestato dalla polizia giapponese con l'accusa di aver aggredito sessualmente, tre giorni prima, una trentenne nipponica in una camera da letto di un albergo di affitto situata nel distretto di Bunkyō a Tokyo, dopo aver cenato e trascorso la serata assieme, in compagnia di due suoi amici (incarcerati anche loro) nonché ex compagni di squadra delle giovanili dell'FC Viparte.
Il successivo 29 luglio, viene rilasciato dal carcere, lasciando un messaggio di scuse da parte sua nei confronti di tutte le persone coinvolte. Il quotidiano Tokyo Sports dichiara che il perseguimento di Sano arriverà a seguito di un'ulteriore indagine.